# Loi sur les Cours fédérales
La Loi sur les Cours fédérales est une loi fédérale canadienne qui régit le droit administratif du gouvernement fédéral canadien. 
Bien que, comme son nom l'indique, la loi prévoit les règles qui gouvernent le fonctionnement de la Cour fédérale et de la Cour d'appel fédérale, la portée de la loi est en réalité beaucoup plus large que cela, car la loi décrit le processus de contrôle judiciaire applicable au droit fédéral de manière générale. À cet égard, il existe des similitudes entre cette loi et des lois provinciales québécoises telles que la Loi sur la justice administrative et le Code de procédure civile.
Pour énoncer quels décideurs administratifs sont assujettis au contrôle judiciaire, la loi établit la notion d'office fédéral, prévu à l'article 2 de la loi. Il  est défini comme étant « un conseil, bureau, commission ou autre organisme, ou personne ou groupe de personnes, ayant, exerçant ou censé exercer une compétence ou des pouvoirs prévus par une loi fédérale ou par une ordonnance prise en vertu d’une prérogative royale, à l’exclusion de la Cour canadienne de l’impôt et ses juges, d’un organisme constitué sous le régime d’une loi provinciale ou d’une personne ou d’un groupe de personnes nommées aux termes d’une loi provinciale ou de l’article 96 de la Loi constitutionnelle de 1867  »
L'article 18 (1) LCF  donne une compétence exclusive à la Cour fédérale pour les offices fédéraux : 

« Recours extraordinaires : offices fédéraux
18 (1) Sous réserve de l’article 28, la Cour fédérale a compétence exclusive, en première instance, pour :
a) décerner une injonction, un bref de certiorari, de mandamus, de prohibition ou de quo warranto, ou pour rendre un jugement déclaratoire contre tout office fédéral;
b) connaître de toute demande de réparation de la nature visée par l’alinéa a), et notamment de toute procédure engagée contre le procureur général du Canada afin d’obtenir réparation de la part d’un office fédéral. »

L'article 28 (1) LCF  donne une compétence à la Cour d'appel fédérale pour les offices fédéraux suivants 

« 28 (1) La Cour d’appel fédérale a compétence pour connaître des demandes de contrôle judiciaire visant les offices fédéraux suivants :
a) [Abrogé, 2012, ch. 24, art. 86]
b) la commission de révision prorogée par le paragraphe 27(1) de la Loi sur les sanctions administratives pécuniaires en matière d’agriculture et d’agroalimentaire;
b.1) le commissaire aux conflits d’intérêts et à l’éthique nommé en vertu de l’article 81 de la Loi sur le Parlement du Canada;
c) le Conseil de la radiodiffusion et des télécommunications canadiennes constitué par la Loi sur le Conseil de la radiodiffusion et des télécommunications canadiennes;
d) [Abrogé, 2012, ch. 19, art. 272]
e) le Tribunal canadien du commerce extérieur constitué par la Loi sur le Tribunal canadien du commerce extérieur;
f) la Régie canadienne de l’énergie constituée par la Loi sur la Régie canadienne de l’énergie;
g) le gouverneur en conseil, quand il prend un décret en vertu du paragraphe 186(1) de la Loi sur la Régie canadienne de l’énergie;
g) la division d’appel du Tribunal de la sécurité sociale, constitué par l’article 44 de la Loi sur le ministère de l’Emploi et du Développement social, sauf dans le cas d’une décision qui est rendue au titre du paragraphe 57(2) ou de l’article 58 de cette loi ou qui vise soit un appel interjeté au titre du paragraphe 53(3) de cette loi, soit un appel concernant une décision relative au délai supplémentaire visée au paragraphe 52(2) de cette loi, à l’article 81 du Régime de pensions du Canada, à l’article 27.1 de la Loi sur la sécurité de la vieillesse ou à l’article 112 de la Loi sur l’assurance-emploi;
h) le Conseil canadien des relations industrielles au sens du Code canadien du travail;
i) la Commission des relations de travail et de l’emploi dans le secteur public fédéral visée par le paragraphe 4(1) de la Loi sur la Commission des relations de travail et de l’emploi dans le secteur public fédéral;
i.1) les arbitres de grief, au sens du paragraphe 2(1) de la Loi sur les relations de travail dans le secteur public fédéral;
j) la Commission du droit d’auteur constituée par la Loi sur le droit d’auteur;
k) l’Office des transports du Canada constitué par la Loi sur les transports au Canada;
l) [Abrogé, 2002, ch. 8, art. 35]
m) [Abrogé, 2012, ch. 19, art. 272]
n) le Tribunal de la concurrence constitué par la Loi sur le Tribunal de la concurrence;
o) les évaluateurs nommés en application de la Loi sur la Société d’assurance-dépôts du Canada;
p) [Abrogé, 2012, ch. 19, art. 572]
q) le Tribunal de la protection des fonctionnaires divulgateurs d’actes répréhensibles constitué par la Loi sur la protection des fonctionnaires divulgateurs d’actes répréhensibles;
r) le Tribunal des revendications particulières constitué par la Loi sur le Tribunal des revendications particulières »